# Honda F1
Honda Racing F1 Team var biltillverkaren Hondas formel 1-stall.  Stallet tävlade i formel 1 på 1960-talet och sedan från 2006 efter att ha övertagit British American Racing (BAR). Honda lämnade F1 efter säsongen 2008. Stallet övertogs av Ross Brawn och fortsatte tävla under namnet Brawn GP. 

## Historik

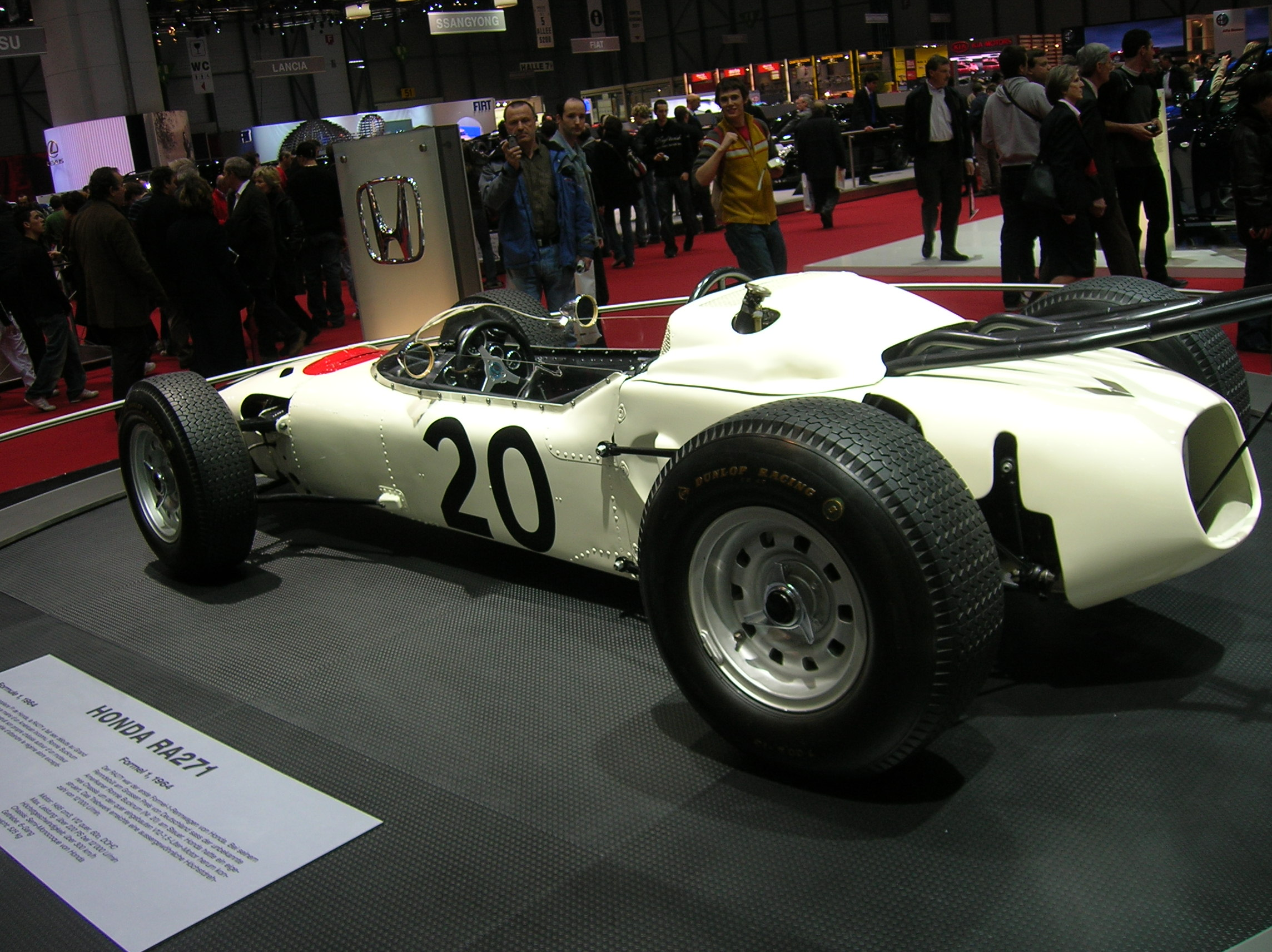
Honda RA271 från.

Säsongerna 1964-1968 tävlade Honda i formel 1 och då vann Richie Ginther och John Surtees var sitt grand prix-lopp.
Den 4 oktober 2005 meddelade Honda att man tänkte ta över hela British American Racing, i vilket man var delägare. I och med ägandeförändringen döptes stallet om till Honda F1. Säsongen 2006 vann Jenson Button i Ungern, vilket var det nya Hondastallets första seger.
Den 5 december 2008 meddelade Honda att man med på grund av det världsekonomiska läget med omedelbar verkan skulle lämna F1 genom att försöka sälja stallet eller avveckla det. Den 6 mars 2009 övertogs stallet av Ross Brawn och fick namnet Brawn GP. 

### Snabbaste varv

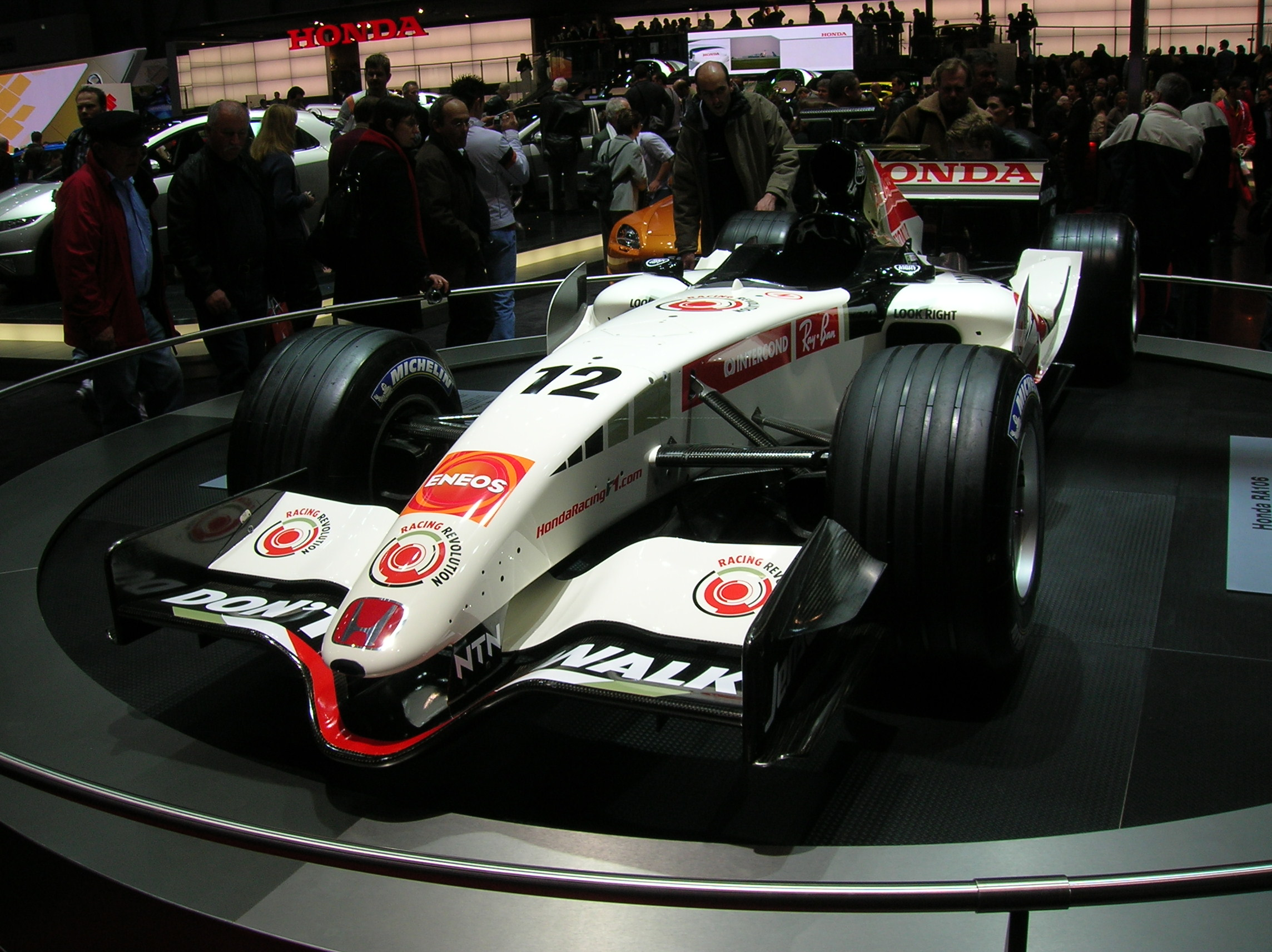
Honda RA106 från.

## F1-säsonger
| Säsong | Tävlingsnamn          | Bil                     | Motor           | Däck | Poäng | VM-plac. | Förare 1                              | Förare 2           |
| ------ | --------------------- | ----------------------- | --------------- | ---- | ----- | -------- | ------------------------------------- | ------------------ |
| 1964   | Honda R&D Co          | Honda RA271             | Honda 1.5 V12   | D    | 0     | 9:a      | Ronnie Bucknum                        |                    |
| 1965   | Honda R&D Co          | Honda RA272             | Honda 1.5 V12   | G    | 11    | 6:a      | Richie Ginther                        | Ronnie Bucknum     |
| 1966   | Honda R&D Co          | Honda RA273             | Honda 3.0 V12   | G    | 3     | 8:a      | Richie Ginther                        | Ronnie Bucknum     |
| 1967   | Honda Racing          | Honda RA273 Honda RA300 | Honda 3.0 V12   | F    | 20    | 4:a      | John Surtees                          |                    |
| 1968   | Honda Racing          | Honda RA300 Honda RA301 | Honda 3.0 V12   | F    | 14    | 6:a      | David Hobbs Jo Schlesser John Surtees |                    |
| 2006   | Lucky Strike Honda F1 | Honda RA106             | Honda RA806E V8 | M    | 86    | 4:a      | Rubens Barrichello                    | Jenson Button      |
| 2007   | Honda Racing F1 Team  | Honda RA107             | Honda RA807E V8 | B    | 6     | 8:a      | Jenson Button                         | Rubens Barrichello |
| 2008   | Honda Racing F1 Team  | Honda RA108             | Honda RA808E V8 | B    | 14    | 9:a      | Jenson Button                         | Rubens Barrichello |

| 1. Mexiko 1965 2. Italien 1967 3. Ungern 2006 | 1. Italien 1968 2. Australien 2006 | 1. Mexiko 1966 2. Belgien 1968 |

## Sponsorer
Stallets sponsorer/partners var Bridgestone, Celerant Consulting, Eneos, Fila, NGK, NTN, Ray-Ban och Seiko.

## Motortillverkaren
Honda bidrog till att Williams vann konstruktörsmästerskapet 1986 och förar- och konstruktörsmästerskapen 1987. McLaren-Honda vann förar- och konstruktörsmästerskapen 1988, 1989, 1990 och 1991.